# Орден Республіки (Туніс)
О́рден Респу́бліки — державна нагорода Республіки Туніс.

## Історія
Орден заснований 16 березня 1959 року в честь проголошення першої Конституції Республіки Туніс.
Орден вручався в п'яти ступенях за цивільні й військові заслуги у створенні Республіки Туніс, її становленні й розвитку.
Орден вручався від імені Президента Тунісу, його розпорядженням як гросмейстером ордена.

## Ступені
- Кавалер Великої стрічки
- Гранд-офіцер
- Командор
- Офіцер
- Лицар

## Опис
Орден мав два типи знаків.

### Тип 1
Із 1959 по 1967 роки знак ордена мав такий вигляд: Знак ордена являв собою золоту п'ятикутну зірку білої емалі з невеликими золотими трикутними штралами між променів з основою червоної емалі. У центрі знака круглий золотий медальйоні з облямівкою білої емалі. У центрі медальйону профіль першого Президента Тунісу Хабіба Бугріба. Внизу облямівки напис арабською мовою.
За допомогою кільця знак ордена кріпиться до орденської стрічки.
Зірка ордена схожа зі знаком, за винятком штралів між променями зірки — вони набули вигляду полум'яніючих язиків.
 Стрічка ордена білого кольору із широкими жовтими смужками по боках, у центрі яких дві тонкі червоні смужки.

### Тип 2
У 1967 році знак ордена зазнав кардинальної зміни.
Знак ордена являє собою п'ятикутну зірку зеленої емалі з червоною облямівкою, між променів якої по три наконечники списа в ряд. У центрі зірки круглий медальйон зеленої емалі з облямівкою червоної емалі з зеленим кантом. У центрі медальйона Державний герб Республіки Туніс. Внизу облямівки напис арабською мовою.
За допомогою кільця знак ордена кріпиться до орденської стрічки.
Зірка ордена аналогічна знаку.
 Орденська стрічка зеленого кольору із двома червоними смужками по боках.